# Cantón Florida
Cantón Florida är en ort i Mexiko.   Den ligger i kommunen Huehuetán och delstaten Chiapas, i den sydöstra delen av landet, 900 km sydost om huvudstaden Mexico City. Cantón Florida ligger 283 meter över havet och antalet invånare är 115.
Terrängen runt Cantón Florida är kuperad. Runt Cantón Florida är det ganska tätbefolkat, med 179 invånare per kvadratkilometer. Närmaste större samhälle är Huixtla, 15,1 km nordväst om Cantón Florida. I omgivningarna runt Cantón Florida växer i huvudsak städsegrön lövskog.